# Caloscirtus cardinalis
Caloscirtus cardinalis är en insektsart som först beskrevs av Gerstaecker 1873.  Caloscirtus cardinalis ingår i släktet Caloscirtus och familjen gräshoppor. Inga underarter finns listade i Catalogue of Life.